# Петербургский союзный договор (1746)
Русско-австрийский союзный договор 1746 года или Петербургский союзный договор (полное название — «Трактат окончательнаго союза между Российским Императорским Двором и Императрицею Римскою, Королевою Венгеро-Богемскою, Мариею Терезиею») — оборонительный договор между Россией и Австрией, заключённый 22 мая (2 июня) 1746 года в Санкт-Петербурге.

## Международная обстановка
В 40-е годы XVIII века продолжалось сближение России с Австрией, имевших общие экономические и политические интересы.
В 1743 году Россия заключила союзный договор с Пруссией, однако он не привёл к реальному русско-прусскому сближению, поскольку Россия не могла рассчитывать на помощь Пруссии в случае войны с Турцией, Персией и Крымским ханством, а территории, присоединённые к России в результате русско-шведской войны 1741—1743 годов, не включались в гарантию. В свою очередь Петербург категорически не желал гарантировать Пруссии захваченные ею у Австрии силезские области.
В 1744 году благодаря французским интригам резко ухудшаются отношения России и Франции, а российским канцлером становится проавстрийски настроенный А. П. Бестужев-Рюмин, считавший агрессивную политику Пруссии слишком опасной.
В августе 1744 года Пруссия начала Вторую силезскую войну. Прусский король нанёс довольно серьёзное поражение австро-саксонским войскам, и его армия стала угрожать северо-западным границам России. Осенью 1745 года на заседаниях Чрезвычайного совета было решено оказать помощь Саксонии. Это заставило Пруссию пойти на подписание в декабре 1745 года Дрезденского мирного договора с Австрией. Одновременно прусская дипломатия активизировала свои усилия по разжиганию антироссийских настроений в Польше и Швеции. Напряжённая обстановка в Европе вынудила Россию отказаться от роли стороннего наблюдателя за развитием прусской агрессии.

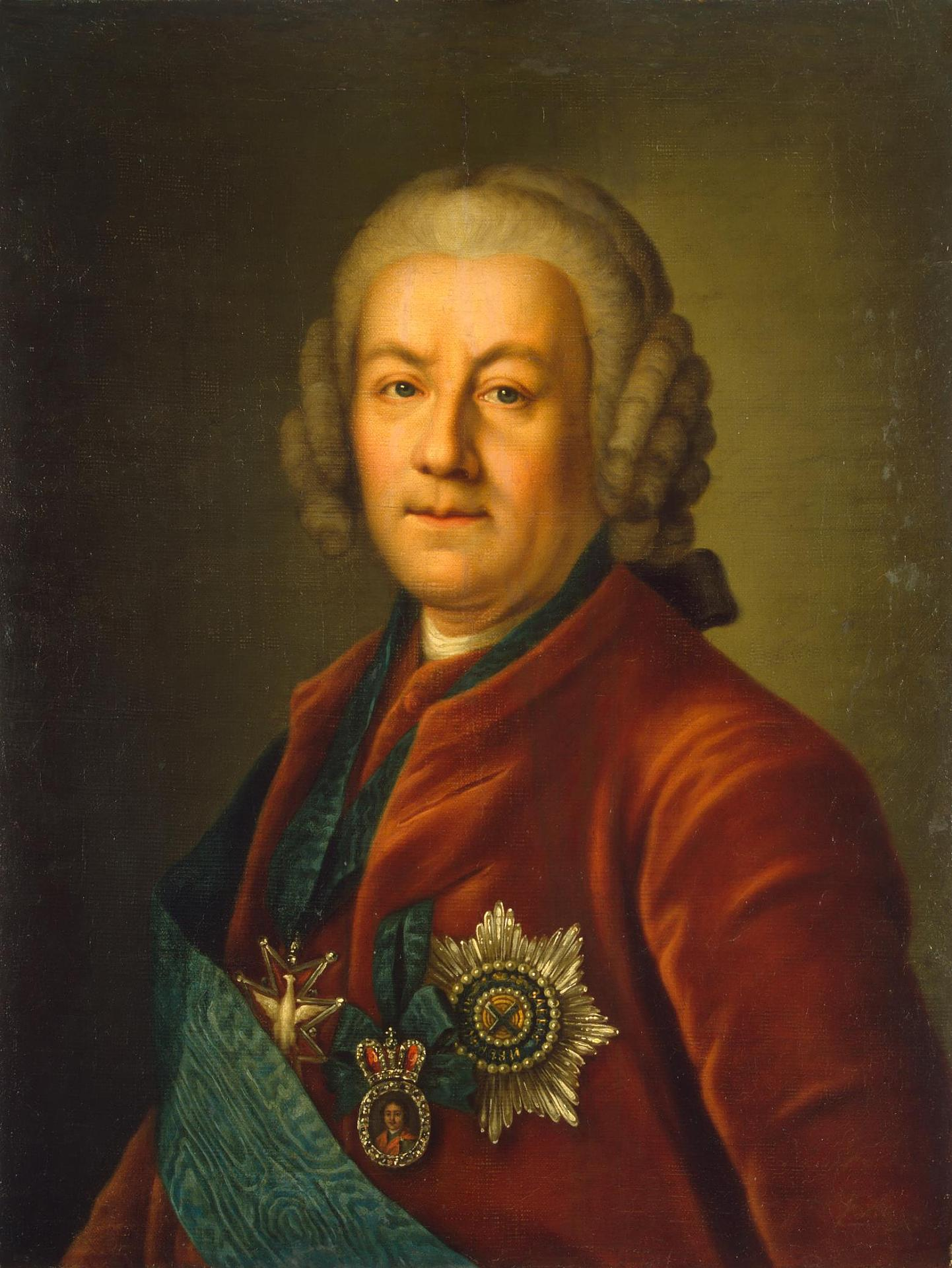
Канцлер А. П. Бестужев-Рюмин

## Переговоры
В конце 1745 года в Петербурге начались переговоры о заключении нового русско-австрийского союзного договора. Несмотря на общность интересов, переговоры шли непросто, так как Австрия требовала распространения casus foederis на уже идущую австро-французскую войну. Канцлер отклонил это требование, указав на то, что оно является слишком тяжёлым обязательством, не подкреплённым достаточной компенсацией.
Договор был подписан 22 мая (2 июня) 1746 года. С российской стороны под ним поставил свою подпись канцлер Алексей Бестужев-Рюмин, с австрийской — посол Австрии в России барон Иоганн Франциск фон Бретлах и резидент при русском дворе Николай Себастиан Гогенгольц.

## Условия договора
Договор состоял из преамбулы, в которой указывалось на оборонительный характер договора, 18 основных статей и 6 секретных:
Ст. I. Договаривающиеся стороны обещали друг другу вечную дружбу и обязались блюсти взаимные интересы.
Ст. II. Стороны обещали в случае нападения на одну из них третьей державы незамедлительно оказать атакованной стороне помощь.
Ст. III. В случае если Россия подвергалась нападению в Европе, Австрия должна была по её требованию в течение трёх месяцев выставить в помощь русской стороне вспомогательный корпус численностью в 30 тыс. человек (20 тыс. пехоты и 10 тыс. кавалерии). В случае же нападения на Австрию Россия обязалась на тех же условиях предоставить австрийской императрице вышеупомянутое число войск. При возникновении у Австрии вооружённого конфликта в Италии или начала войны России с Персией войска союзников должны были быть сосредоточены на границе, но служить лишь для демонстрации.
Ст. IV. В случае если сторона, оказывающая помощь в силу III статьи, сама подвергалась нападению, то она могла через два месяца после предупреждения союзника отозвать вспомогательный корпус для защиты своей собственной территории. В случае же если сторона, которая должна была предоставить атакованной союзнице помощь, сама оказывалась атакованной, то она освобождалась от обязанности предоставлять вспомогательный корпус.
Ст. V. Вспомогательные русские войска должны были быть снабжены полевой артиллерией из расчёта две 3-фунтовые пушки на один батальон, а также боеприпасами. Пополнение корпуса и выплата жалований возлагались на русскую сторону, однако снабжение продовольствием по чётко установленным нормам и предоставление квартир для постоя вменялось в обязанности австрийской императрицы.
Ст. VI. В случае если русскому вспомогательному корпусу по требованию Австрии пришлось бы проходить по территории какой-либо иностранной державы, то Австрия должна была обеспечить ему свободный проход и снабдить провиантом и фуражом, согласно статье V договора. Те же самые обязательства брала на себя и Россия в отношении австрийского вспомогательного корпуса. Однако в случае если русская сторона, согласно V статье договора, была бы вынуждена отправить новых рекрутов, то Австрия брала расходы по их присылки на себя, равно как и по возвращению русских войск до границы России, вне зависимости от того, будут ли они отосланы австрийской стороной или же отозваны российской императрицей для защиты собственной территории, согласно IV статье договора. То же самое обязалась и Россия в отношении австрийских вспомогательных войск.
Ст. VII. Ни один из офицеров вспомогательного корпуса не мог быть лишён занимаемой должности, однако главнокомандующий должен был назначаться просящей о помощи стороной, с тем, однако, условием, что ни одна значительная операция не должна была быть предпринята без предварительного обсуждения в военном совете в присутствии главнокомандующего и представителя вспомогательного корпуса.
Ст. VIII. Во избежание недоразумений, которые могли возникнуть касательно чинов офицеров сторона, просящая о помощи, должна была заранее известить о лице, которому будет доверено общее командование войсками.
Ст. IX. Вспомогательному корпусу дозволялось иметь своего собственного священника и разрешалось свободное исповедание религии. Во всём, что касалось военной службы, корпус должен был руководствоваться Военным уставом своей страны. Однако в случае возникновения каких-либо трений между офицерами или солдатами союзных войск дело должно было рассматриваться комиссией, состоящей из равного количества представителей обеих сторон, а совершивший проступок подлежал наказанию согласно военным законам его страны.
Ст. X. Вспомогательный корпус по мере возможности не должен был разделяться. Кроме того, на вражеской территории он должен был иметь такое же право на трофеи, как и войска стороны, запросившей помощи.
Ст. XI. Если бы договаривающиеся стороны посчитали, что более целесообразно выступить на противника каждый со своей территории, то они должны были согласовать друг с другом свой план действий. Кроме того, они уславливались, что если помощи, предусмотренной статьёй III договора, будет недостаточно, то стороны, не теряя времени, должны будут обговорить размеры оной.
Ст. XII. В случае войны Австрия и Россия обязывались не заключать ни мира, ни перемирия, если они не будут распространяться на союзную сторону.
Ст. XIII. Стороны должны были известить своих министров при иностранных дворах о том, что им следует согласовывать и помогать друг другу в своих действиях и переговорах.
Ст. XIV. Стороны обязывались не предоставлять помощи мятежным подданным другой договаривающейся стороны и в случае открытия каких-либо интриг против своей союзницы вовремя оную о них извещать.
Ст. XV. Австрия и Россия допускали возможность акцессии к альянсу Польши, английского короля в качестве курфюрста Брауншвейг-Люнебургского, а также по согласию сторон и других держав.
Ст. XVI. В случае если Польша не захотела бы приступить к альянсу, то стороны могли пригласить присоединиться к нему польского короля в качестве курфюрста Саксонского.
Ст. XVII. Договор заключался сроком на 25 лет.
Ст. XVIII. Ратификация договора должна была быть осуществлена в течение двух месяцев с даты подписания договора.
Большое значение имели секретные статьи договора. Стороны заявляли, что в случае нарушения Турцией Белградских мирных договоров 1739 года и нападения её на одну из союзных держав другая союзная держава незамедлительно объявит Турции войну.
Австрия гарантировала России германские владения наследника русского престола великого князя Петра Фёдоровича и обязалась поддерживать его претензии перед Данией. Ведшаяся между Австрией и Францией война исключалась из casus foederis, однако Россия обязалась в случае возникновения новой франко-австрийской войны оказать Австрии помощь вспомогательным корпусом в 15 тысяч человек. Австрия со своей стороны должна была выставить такой же корпус в случае русско-шведской войны.
В случае нападения Пруссии на одну из договаривающихся держав или на Польшу каждая из сторон должна была выставить 60 тыс. человек (40 тысяч пехоты и 20 тысяч кавалерии). Австрия оговаривала за собой право в случае нарушения Пруссией мира претендовать на Силезию и Глац, уступленные ею Пруссии, а Россия со своей стороны обязалась предоставить Австрии свои гарантии на них. При этом в случае перехода Силезии и Глаца к Австрии последняя должна была выплатить России 2 млн рейнских гульденов.
Уже 8 июля 1746 года договор был ратифицирован Марией Терезией, а 13 июля — Елизаветой Петровной.
Данный договор послужил основой дальнейшего развития австро-русских отношений в Семилетней войне против Пруссии.